# Yuzo Kurihara
Yuzo Kurihara (Prefectura de Kanagawa, 18 de setembre de 1983) és un futbolista japonès que disputà tretze partits amb la selecció japonesa.